# Sumpor oksigenaza/reduktaza
Sumpor oksigenaza/reduktaza (EC 1.13.11.55, SOR, sumporna oksigenaza, sumporna oksigenaza reduktaza) je enzim sa sistematskim imenom sumpor:kiseonik oksidoreduktaza (formira vodonik-sulfid- and sulfit). Ovaj enzim katalizuje sledeću hemijsku reakciju
4 sumpor + 4H2O + O2 {\displaystyle \rightleftharpoons } 2 vodonik sulfid + 2 bisulfit + 2 H+
Ovaj enzim je prisutan u termofilnim mikroorganizmima. On sadrži u svakoj podjedinici jedan atom gvožđa koje nije vezano za hem. Elementrni sumpor je elektronski donor i jedan od akceptora. Kiseonik takođe može da bude akceptor.

## Literatura
- Nicholas C. Price; Lewis Stevens (1999). Fundamentals of Enzymology: The Cell and Molecular Biology of Catalytic Proteins (Third изд.). USA: Oxford University Press. ISBN 019850229X.
- Eric J. Toone (2006). Advances in Enzymology and Related Areas of Molecular Biology, Protein Evolution (Volume 75 изд.). Wiley-Interscience. ISBN 0471205036.
- Branden C; Tooze J. Introduction to Protein Structure. New York, NY: Garland Publishing. ISBN 0-8153-2305-0.
- Irwin H. Segel. Enzyme Kinetics: Behavior and Analysis of Rapid Equilibrium and Steady-State Enzyme Systems (Book 44 изд.). Wiley Classics Library. ISBN 0471303097.

## Spoljašnje veze
- Sulfur+oxygenase/reductase на 